# Arões (Vale de Cambra)
Arões é uma povoação portuguesa sede da Freguesia de Arões do Município de Vale de Cambra, freguesia com 40,33 km² de área e 1169 habitantes (censo de 2021), tendo, por isso, uma densidade populacional de 29 hab./km².

## Demografia
A população registada nos censos foi:
| Distribuição da População por Grupos Etários | Distribuição da População por Grupos Etários | Distribuição da População por Grupos Etários | Distribuição da População por Grupos Etários | Distribuição da População por Grupos Etários |
| -------------------------------------------- | -------------------------------------------- | -------------------------------------------- | -------------------------------------------- | -------------------------------------------- |
| Ano                                          | 0-14 Anos                                    | 15-24 Anos                                   | 25-64 Anos                                   | > 65 Anos                                    |
| 2001                                         | 263                                          | 293                                          | 929                                          | 467                                          |
| 2011                                         | 127                                          | 148                                          | 737                                          | 447                                          |
| 2021                                         | 69                                           | 90                                           | 503                                          | 507                                          |

## Lugares
Além da sede, os principais lugares povoados da freguesia são:
- Agualva
- Cabrum
- Campo D' Arca
- Casal Velide
- Carvalhal do Chão
- Chão de Carvalho
- Cercal
- Covo
- Ervedoso
- Cabeço Velide
- Felgueira
- Lomba
- Mouta Velha
- Paraduça
- Salgueira
- Souto Mau
- Moções e Quinta da Peninha

## Património
- Capelas de São Domingos, de Santo António
- Residência paroquial
- Castro de Arões
- Dólmen do Campo de Arca
- Anta do Cercal
- Lomba de Arões
- Serra da Freita
- Trechos do rio Teixeira e do rio Arões
- Núcleo de moinhos de água